# Нікольськ (Аургазинський район)
Ні́кольськ (рос. Никольск, башк. Никольск) — присілок у складі Аургазинського району Башкортостану, Росія. Входить до складу Толбазинської сільської ради.
Населення — 49 осіб (2010; 57 в 2002).
Національний склад:
- чуваші — 89%